# Langpalpstoringsdwergspin
De langpalpstoringsdwergspin (Erigone longipalpis) is een spinnensoort in de taxonomische indeling van de hangmatspinnen (Linyphiidae).
Het dier komt uit het geslacht Erigone. Erigone longipalpis werd in 1830 beschreven door Sundevall.